# Die Frühlingsshow
Die Frühlingsshow was een muziekshow van de televisiezender ZDF. De show duurde 150 minuten en werd uitgezonden van 2006 tot 2013.

## Geschiedenis
In 2006 en 2007 werden telkens twee shows uit Zuid-Tirol uitgezonden. De eerste werd op een donderdag en de tweede op een zondag uitgezonden. De presentatrice was Andrea Kiewel. In 2008 was er een uitzending vanuit Tenerife. Omdat het contract van Kiewel werd ontbonden wegens het verwijt van sluikreclame, nam Andrea Ballschuh het stokje over. Van 2009 tot 2013 werden telkens drie shows uitgezonden. In 2009 kwamen de uitzendingen uit Gran Canaria en in 2010 uit Fuerteventura. Tijdens deze periode verzorgden Eva-Maria Grein en Ingo Nommsen de presentatie. Vanaf 2011 presenteerde Kiewel wederom Die Frühlingsshow. In hetzelfde jaar werd de vernieuwing doorgevoerd, dat de eerste uitzending van het jaar een promi-special is, waarin Kiewel prominenten ontvangt en fragmenten uit voorbije shows werden getoond. In 2011 werd vanuit Tenerife uitgezonden, in 2012 vanuit Mallorca en in 2013 vanuit Berlijn. In 2011 werden de drie volgende shows uitgezonden vanuit Lanzarote, in 2012 en 2013 telkens uit Gran Canaria.
Hierbij was het concept gelijk aan dat van de ZDF-Fernsehgarten, ook met presentatrice Andrea Kiewel. Wegens de populariteit van dit format werd Die Frühlingsshow in 2014 vervangen door de ZDF-Fernsehgarten on Tour. Bij de muziekshow werden vooral schlagers gezongen, deels traden ook wel internationale artiesten op, zoals Marit Larsen.

## Presentators
- Andrea Kiewel (2006, 2007, 2011–2013)
- Andrea Ballschuh (2008)
- Eva-Maria Grein (2009, 2010)
- Ingo Nommsen (2009, 2010)